# 歐盟—美國關係
歐盟-美国關係，简称歐美關係或美欧關係，是指美利堅合眾國和歐洲聯盟之間的關係。美國是目前世界上最大的經濟体，也是目前世界上军事实力最强的政治体，並且在國際政治關係中發揮主導作用。欧美的盟友关系在世界許多其他地方都發揮了影響力。但由於歐盟并非单一制的政治实体，沒有一個完全統一的外交政策，使得美國和歐盟之間的關係较为复杂。
美國和歐盟也在一些問題上也有分歧，例如美国总统小布什发动的伊拉克戰爭；美国总统特朗普执政期间，欧洲三大国一致反对美国退出《伊核协议》，甚至法国，德国，英国开辟与伊朗进行非美元贸易的新渠道来避免伊朗面临的美国制裁；特朗普的单边主义还不断要求北约的欧盟成员国提高北约开支中的出资份额，法国总统马克龙和德国总理默克尔则力挺建立欧洲独立军队来防范美俄。

## 数据对比
|                                               | 欧洲联盟                                                                        | 美国 |
| --------------------------------------------- | ------------------------------------------------------------------------------- | --- |
| 人口                                          | 447,206,135 (2020)                                                              | 328,239,523 (2019)                                                                                        |
| 生产总值（购买力平价）                        | $20,366 trillion(2019)                                                          | $20,289.987 trillion (2019)                                                                               |
| GDP (名义)                                    | $18,705兆 (2019)                                                                | $21,439兆 (2019)                                                                                          |
| 人均生产总值                                  | $45,541 (2020)                                                                  | $67,426 (2020)                                                                                            |
| 国际商品出口 百万美元（年份）世界占比（名次） | 1932 (2016) 15.4% (2)                                                           | 1455 (2016) 11.6% (3)                                                                                     |
| 国际商品进口 百万美元（年份）世界占比（名次） | 1889 (2016) 14.8% (2)                                                           | 2251 (2016) 17.6% (1)                                                                                     |
| 商业服务出口 百万美元（年份）世界占比（名次） | 917 (2016) 24.9% (1)                                                            | 733 (2016) 19.9% (2)                                                                                      |
| 商业服务进口 百万美元（年份）世界占比（名次） | 772 (2016) 21.1% (1)                                                            | 482 (2016) 13.2% (2)                                                                                      |
| 面积                                          | 4,233,262平方（1,634,472平方英里）                                              | 9,826,630平方（3,794,080平方英里）                                                                        |
| 人口密度                                      | 106/km²                                                                         | 35/km² |
| 首都                                          | 布鲁赛尔 (事实上)                                                               | 华盛顿特区                                                                                                |
| 重要城市                                      | 巴黎, 马德里, 罗马, 阿姆斯特丹, 柏林, 都柏林                                    | 纽约市, 芝加哥, 洛杉矶, 波士顿, 旧金山, 迈阿密                                                            |
| 政体                                          | 超主权议会共和制实体                                                            | 联邦制总统制共和国                                                                                        |
| 首任领导                                      | 欧洲煤钢共同体高级机构主席让·莫内                                               | 总统乔治·华盛顿                                                                                           |
| 现任领导                                      | 理事会主席安東尼奧·柯斯塔                                                       | 总统唐納·川普                                                                                             |
| 立法机构                                      | 欧洲议会                                                                        | 美国国会                                                                                                  |
| 官方语言                                      | 24种语言                                                                        | 英语 (事实上)                                                                                             |
| 主要宗教                                      | 72% 基督宗教 (48% 天主教, 12% 新教, 8% 东正教, 4%其他), 23% 无宗教, 2% 伊斯兰教 | 70.6% 基督教 (46.5％,新教, 23％ 天主教, 1.6％ 摩门教, 1.7％ 其他), 22.8% 无宗教, 1.9% 犹太教, 1% 伊斯兰教 |

## 经贸关系

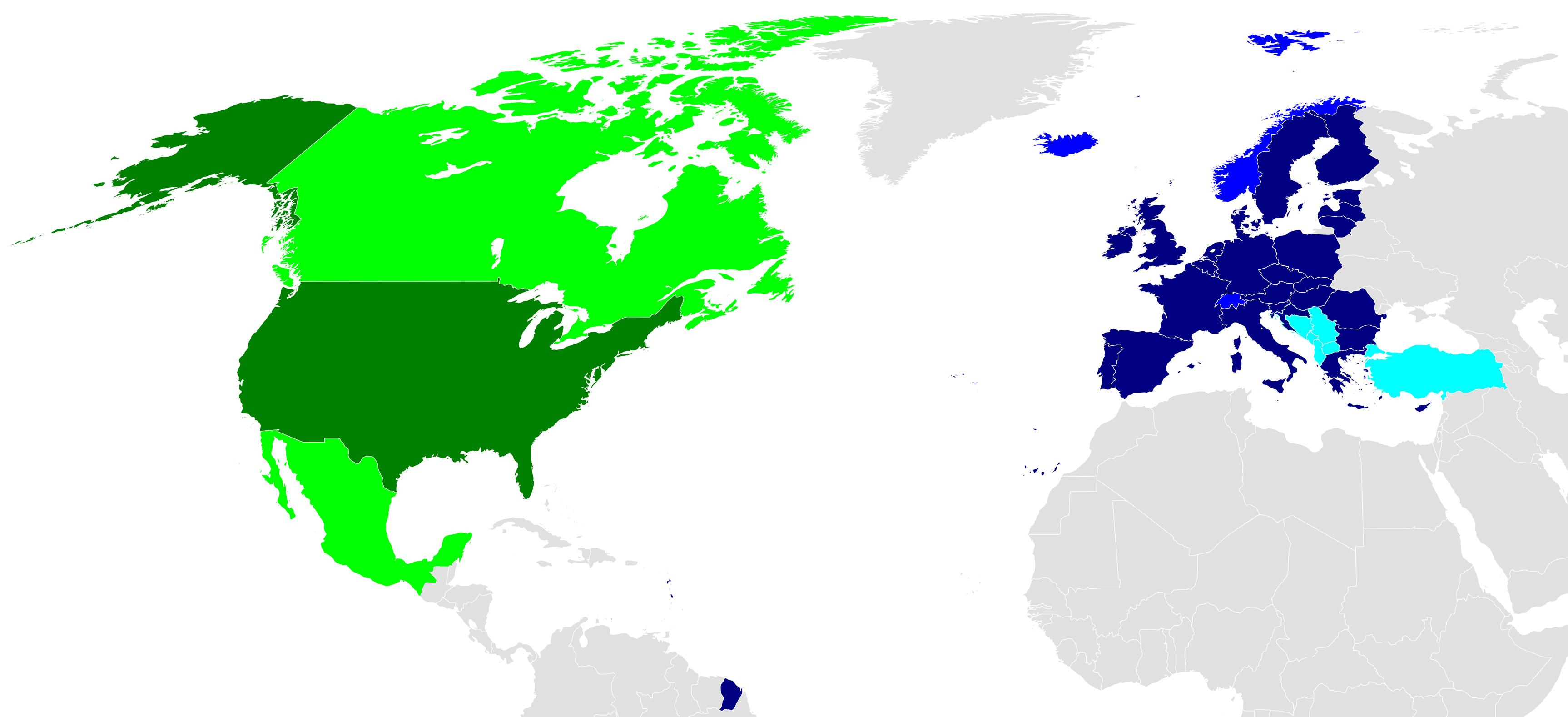
在美国和欧盟间建立跨大西洋自由贸易区的提议。图上显示了其他潜在的成员：北美自由贸易协议、欧洲自由贸易联盟和欧盟的候选成员国。

经贸政策在美欧关系中一直是重点。欧盟是一个统一的经济和货币联盟，这是影响双方经贸关系的重中之重。双方代表着全球60%的国内生产总值，全球33%的货物贸易及42%的服务贸易。欧洲進口的液化天然气中美國份額最大。欧盟也是美国最大贸易和投资伙伴。由於美欧都十分依仗对方的市场，双方的经贸关系若出现摩擦，會影响到双方2%的贸易额。下方是美欧间2012年的贸易数据：
| 流向       | 货物    | 服务    | 投资    | 总计    |
| ---------- | ------- | ------- | ------- | ------- |
| 欧盟对美国 | €2600亿 | €1390亿 | €1126亿 | €5116亿 |
| 美国对欧盟 | €1279亿 | €1800亿 | €1445亿 | €4524亿 |

自2004年以来，美国和欧盟都认为对方给予本方的飛機制造企業波音和空客大量补贴支持，构成不公平市场竞争，雙方先后向世贸组织提起诉讼。
美国总统特朗普执政后，双方经贸摩擦加剧。唐納·川普要求歐盟撤銷向美國貨物實施的關稅和貿易障礙，否則將會向歐洲生產的汽車徵收20%關稅。2018年6月，欧洲联盟開始向總值28億歐元的一系列美國貨物加徵关税。2018年7月，唐納·川普在接受CBS新聞訪問時表示歐盟在貿易上是美國的敵人。2018年11月12日，美国商务部将一份是否实施25%进口汽车关税及其对国家安全潜在威胁的评估报告和建议提交给白宫，特朗普将和团队就此进行商讨，以确定下一步行动。在此背景下，特朗普政府一度在2018年底調降歐盟外交級別。在歐盟表達強烈不滿后，至2019年初美歐外交級別恢復為正常水平。
2019年10月，世贸组织授权美国每年对约75亿美元的欧盟输美商品和服务采取加征关税。
2020年8月21日，美國特朗普政府和欧盟同意局部取消关税，欧盟将取消对美国活龙虾和冷冻龙虾的关税。
2020年10月，世贸组织授权欧盟每年对不超过39.9亿美元的美國商品和服务加征关税。
2021年3月5日，美國和歐盟决定暂停一切由于波音与空客补贴争端而增收的报复性关税。
2021年5月17日，欧盟委员会执行副主席宣佈欧盟将暂停进一步增加对美國实施的报复性关税措施。
2021年6月15日，美国和欧盟达成协议，雙方暂停向对方加征关税。
2021年10月30日，美国宣布美国将会取消在特朗普政府时代对欧洲钢铝加征的特别关税，结束双方有关钢铝的关税争议。欧盟会取消对美国进口商品征收的五成报复性关税。
俄羅斯入侵烏克蘭後，为弥补因制裁俄罗斯而出现的巨大能源供应缺口，欧盟進口了更多的來自美国的能源依，美国对欧盟的油气出口量則持续攀升。